# Zylinderkondensator
Ein idealer Zylinderkondensator ist ein Kondensator, der aus zwei elektrisch leitenden Zylindermänteln besteht, zwischen welchen sich ein Dielektrikum (Isolator) befindet. Die Zylindermäntel sind koaxial, gleich hoch, und die Grundflächen der zugehörigen Zylinder liegen in derselben Ebene.
Im Folgenden bedeuten {\displaystyle E} elektrische Feldstärke im Kondensator, {\displaystyle U} zwischen den Zylindermänteln anliegende elektrische Spannung, {\displaystyle Q} im Kondensator gespeicherte elektrische Ladung, {\displaystyle R_{1}} Radius des inneren Zylindermantels, {\displaystyle R_{2}} Radius des äußeren Zylindermantels, {\displaystyle l} Höhe der Zylindermäntel, {\displaystyle \varepsilon _{0}} elektrische Feldkonstante und {\displaystyle \varepsilon _{r}} relative Permittivität des Dielektrikums.
Ein realer Zylinderkondensator kann aus zwei Rohren bestehen (deren Wände im Gegensatz zum Zylindermantel nicht unendlich dünn sind), wobei dann {\displaystyle R_{1}} Außenradius des inneren Rohrs und {\displaystyle R_{2}} Innenradius des äußeren Rohres sind. Die folgenden Formeln gelten im Idealfall. Praktische Anwendungen des Zylinderkondensators sind die Leidener Flasche, der Rohrkondensator und das Koaxialkabel.

## Kapazität
{\displaystyle C=2\pi \varepsilon _{0}\varepsilon _{r}{\frac {l}{\ln {\frac {R_{2}}{R_{1}}}}}}

Schematische Darstellung eines Zylinderkondensators

Die Kapazität kann aus dem Elektrischen Feld wie folgt hergeleitet werden:
{\displaystyle C={\frac {Q}{U}}={\frac {Q}{\int {\vec {E}}({\vec {r}})\mathrm {d} {\vec {r}}}}={\frac {Q}{\int \limits _{R_{1}}^{R_{2}}{\frac {Q}{2\pi l\varepsilon _{0}\varepsilon _{r}r}}\mathrm {d} r}}={\frac {2\pi \varepsilon _{0}\varepsilon _{r}l}{\int \limits _{R_{1}}^{R_{2}}{\frac {1}{r}}\mathrm {d} r}}=2\pi \varepsilon _{0}\varepsilon _{r}{\frac {l}{\ln {\frac {R_{2}}{R_{1}}}}}}

## Elektrisches Feld
Das Feld zwischen den Zylindermänteln ist nicht homogen, sondern nimmt radial ab. Es kann nach dem Gaußschen Gesetz hergeleitet werden. Dazu wählt man die geschlossene Fläche eines Zylinders mit Radius {\displaystyle \quad R_{1}<r<R_{2}}. Der Einheitsvektor {\displaystyle {\vec {\mathrm {e} _{r}}}} zeigt in radiale Richtung der Zylinderkoordinaten.
{\displaystyle {\frac {Q}{\varepsilon }}=\oint _{A}{\vec {E}}\;\cdot \mathrm {d} {\vec {A}}=\oint _{A}E{\vec {\mathrm {e} _{r}}}\cdot \mathrm {d} {\vec {A}}=\oint _{A}E\mathrm {d} A=\int _{0}^{l}\int _{0}^{2\pi }Er\mathrm {d} \varphi \mathrm {d} z=E2\pi lr}
{\displaystyle E(r)={\frac {Q}{2\pi rl\varepsilon }}\quad ,\quad \varepsilon =\varepsilon _{0}\varepsilon _{r}}
Die mittlere elektrische Feldstärke entspricht der eines Plattenkondensators.
{\displaystyle {\bar {E}}={\frac {1}{R_{2}-R_{1}}}\int _{R_{1}}^{R_{2}}E(r)\,\mathrm {d} r={\frac {U}{R_{2}-R_{1}}}}
Die Feldstärke abhängig vom Radius ergibt sich zu: 
{\displaystyle E(r)={\frac {U}{r\cdot \mathrm {ln} {\frac {R_{2}}{R_{1}}}}}}
Außerhalb des Kondensators existiert im Idealfall kein von ihm verursachtes elektrisches Feld.

## Spannung
zwischen innerem und äußerem Zylindermantel:
{\displaystyle U=\int _{R1}^{R2}{\vec {E}}\;(r)\cdot \mathrm {d} {\vec {r}}=\int _{R1}^{R2}E(r){\vec {e}}_{r}\cdot \mathrm {d} {\vec {r}}=\int _{R1}^{R2}E(r)\mathrm {d} r=\int _{R1}^{R2}{\frac {Q}{2\pi rl\varepsilon }}\mathrm {d} r={\frac {Q}{2\pi l\varepsilon }}\cdot \ln {\frac {R_{2}}{R_{1}}}}
mit
{\displaystyle \varepsilon =\varepsilon _{0}\cdot \varepsilon _{r}}